# De bouche à oreilles
Cet article possède des paronymes, voir Bouche à oreille et De bouches à oreilles….
 (février 2018).
De bouche à oreilles, sous-titré Le Conte populaire français, est un recueil de contes traditionnels collectés dans diverses régions de France, principalement par l'ethnologue Geneviève Massignon.

## Présentation
L'ouvrage a été publié en 1983 chez l'éditeur Berger-Levrault dans la collection Territoires. Le manuscrit original avait été achevé par l'auteur peu de temps avant sa mort prématurée en 1966, et avait été d'abord publié aux États-Unis, en langue anglaise, sous le titre Folktales of France.
Ces contes ont été recueillis sur le terrain, notamment dans l'Ouest de la France, presque tous au cours des années 1950-60 (certains autour de 1940). Chaque conte est suivi d'une notice précisant les conditions de collecte, le nom et l'âge du conteur ou de la conteuse, ainsi que diverses informations et liens relatifs au contenu.
L'ouvrage contient en outre une préface de Jacques Lacroix, un avant-propos de Marie-Louise Tenèze, une bio-bibliographie et une introduction de l'auteur, ainsi qu'un glossaire des termes patoisants, une bibliographie et un index des types de contes du recueil. La couverture reproduit une aquarelle de Guy Ameyë.

## Liste des contes
| N° | Région de collecte     | Intitulé                                                      | Conte-type (AT)  |
| -- | ---------------------- | ------------------------------------------------------------- | ---------------- |
| 1  | Basse-Bretagne         | Yann sans peur                                                | 326              |
| 2  | — " —                  | Le vieux Fench                                                | 516              |
| 3  | — " —                  | Yann vilain                                                   | 675              |
| 4  | — " —                  | Le tailleur d'habits                                          | 1640             |
| 5  | — " —                  | Le porc du curé                                               | 1792             |
| 6  | Haute-Bretagne         | Le diable qui avait trois filles                              | 313              |
| 7  | — " —                  | Le petit gars que sa mère voulait jeter dans l'eau bouillante | 314              |
| 8  | — " —                  | La bête à sept têtes                                          | 300              |
| 9  | — " —                  | La bête                                                       | 425              |
| 10 | — " —                  | Jean de Calais                                                | 506A             |
| 11 | — " —                  | Plume d'or                                                    | 531              |
| 12 | — " —                  | L'oranger                                                     | 313              |
| 13 | — " —                  | Mars et avril                                                 | 1000             |
| 14 | Pays de Retz           | Le conte de la Ramée                                          | 559              |
| 15 | Bas-Poitou             | La chèvre menteuse                                            | 123, 212         |
| 16 | — " —                  | Boudin-Boudine                                                | 333              |
| 17 | — " —                  | Le pot de fer                                                 | 400              |
| 18 | — " —                  | Le petit gars qui est devenu évêque                           | 671              |
| 19 | — " —                  | Petit Poucet                                                  | 700              |
| 20 | — " —                  | Jean-le-Sot                                                   | 1696             |
| 21 | — " —                  | Le loup et le soldat                                          | 157              |
| 22 | Haut-Poitou            | Les petits fadets de la Chausse-en-l'air                      | -                |
| 23 | — " —                  | La pièce de toile                                             | 402              |
| 24 | — " —                  | Les trois cheveux d'or du diable                              | 461              |
| 25 | — " —                  | Le chat botté                                                 | 545              |
| 26 | — " —                  | Le pois                                                       | 555              |
| 27 | — " —                  | La poule noire                                                | -                |
| 28 | Basse-Marche           | Jean de Bordeaux                                              | 307              |
| 29 | — " —                  | Cheveux d'or ou La petite grenouille                          | 310, 402         |
| 30 | — " —                  | Le Comte de mes Comtes                                        | 621, 900         |
| 31 | — " —                  | La femme aux mains coupées                                    | 706              |
| 32 | — " —                  | Souillon                                                      | 915B             |
| 33 | — " —                  | Le diable et le Bon Dieu                                      | 1030, 1097       |
| 34 | — " —                  | La petite poulette                                            | 2022             |
| 35 | — " —                  | Le rat et la rate                                             | 2032             |
| 36 | Angoumois et Ruffécois | La chèvre, les chevreaux et le loup                           | 123              |
| 37 | — " —                  | La belle au bois dormant                                      | 410              |
| 38 | — " —                  | Les trois innocents                                           | 1450             |
| 39 | — " —                  | Le mouton Coué ou La chèvre Couette                           | 2015             |
| 40 | Limousin               | La boule d'or                                                 | 425              |
| 41 | — " —                  | Le frère agnelet                                              | 450              |
| 42 | — " —                  | L'ogre                                                        | 451              |
| 43 | — " —                  | La Cendroulié                                                 | 510A             |
| 44 | — " —                  | La peau d'ânesse                                              | 510B             |
| 45 | — " —                  | Les deux frères ou Le renard, le loup et le lion              | 613              |
| 46 | — " —                  | « Petit quatorze » ou Fort comme quatorze                     | 650              |
| 47 | — " —                  | Lemaître et le métayer                                        | 852              |
| 48 | — " —                  | Fanfinette et le fils du roi                                  | 883B             |
| 49 | Massif central         | L'ours et l'escargot ou La guerre des bêtes                   | 222              |
| 50 | — " —                  | Jean et Jeannette                                             | 327A             |
| 51 | — " —                  | La serviette magique                                          | 563              |
| 52 | Forez                  | Les quatre compagnons                                         | 130              |
| 53 | — " —                  | La moitié de poulet                                           | 715              |
| 54 | Franche-Comté          | Le loup et le renard                                          | 1, 2, 15, 34, 41 |
| 55 | — " —                  | Le loup et le renard dans le puits                            | 32, 34           |
| 56 | — " —                  | La noire, la blanche, la déplumée                             | 2300             |
| 57 | Dauphiné               | La fille et le voleur                                         | 956B             |
| 58 | — " —                  | La botte du diable                                            | 1130             |
| 59 | — " —                  | Qui parlera le premier                                        | 1351             |
| 60 | — " —                  | Le cordonnier intrépide                                       | -                |
| 61 | Savoie                 | L'échaudé                                                     | 121, 1875        |
| 62 | — " —                  | La princesse Élisa                                            | 329              |
| 63 | — " —                  | Le petit diable de la forêt                                   | 500              |
| 64 | Pyrénées               | Le charbonnier                                                | 159A             |
| 65 | — " —                  | Les trois déserteurs                                          | 566              |
| 66 | — " —                  | La Fleur de laurier                                           | 780              |
| 67 | Corse                  | La légende du Col des Bœufs                                   | -                |
| 68 | — " —                  | Le renard et la merlette                                      | 56B              |
| 69 | — " —                  | Le berger et le serpent                                       | 670              |
| 70 | — " —                  | L'enfant promis au diable                                     | 811A             |

## Commentaires et mentions
Dans son Avant-propos, Marie-Louise Tenèze souligne le « caractère intensif » des recherches menées par Geneviève Massignon sur le terrain et sa « fidélité » aux versions orales recueillies. 52 contes, sur les 70 de ce recueil, proviennent de ses propres collectes ; certains sont dus à Charles Joisten (Dauphiné, Savoie, Pyrénées) ou à d'autres. À l'époque, l'ouvrage de référence de Paul Delarue, qu'elle considérait comme son maître,  Le Conte populaire français, était encore en cours d'élaboration : le tome II (sur quatre) est paru en 1964, sous la responsabilité de Marie-Louise Tenèze. Geneviève Massignon a été l'une des toutes dernières collectrices de contes oraux en France, ce genre ayant fini par disparaître avec la société traditionnelle qui le pratiquait.
Divers folkloristes modernes, et même des romanciers, ont puisé dans les recueils de Geneviève Massignon, parmi bien d'autres, et mentionnent la version américaine ou française de cet ouvrage dans leurs Notes ou leur Bibliographie, par exemple :

### Folkloristique
- (en) Richard M. Dorson (en), Folktales Told around the World, University of Chicago Press, 1975, pp.57, 59.
- (en) Assen Nicoloff, Bulgarian Folktales, 1979 ; p. 214.
- (en) Barnett Singer, Village Notables in Nineteenth-Century France (Priests, Mayors, Schoolmasters), State University of New York Press, 1983.
- (en) Natalie Zemon Davis, Fiction in the Archives (Pardon Tales and Their Tellers in Sixteenth-Century France), Stanford University Press, 1987 ; p. 202.
- (en) Maria Tatar, Off with Their Heads! (Fairy Tales and the Culture of Childhood), Princeton University Press, 1992 ; p. 242.
- (en) Thomas A. Kselman, Death and Afterlife in Modern France, Princeton University Press, 1993 ; p. 314.
- (en) Barry Jean Ancelet, Cajun and Creole Folktales (The French Oral Tradition Of South Louisiana, collected and annotated), University Press of Mississippi, 1994 : pp; 3, 29, 31, 62, 78.
- (fr) Alain Moreau, Les élements folkloriques dans les mythes grecs, in Mythe et création, Ed. Pierre Cazier, Diffusion Presses Universitaires de Lille, 1994 ; p.100.
- (fr) Nicole Belmont, Poétique du conte, Paris, Gallimard, 1999.  (ISBN 978-2-07-074651-4), p. 247.
- (en) Jarold Ramsey, Reading the Fire, The Traditional Indian Literatures of America, University of Washington Press, 1999 ; p. 304.
- (fr) Mireille Piarotas, Des Contes et des Femmes (Le Vrai Visage de Margot), Imago, 1999-2011 ; Bibliographie (Recueils de contes).
- (en) Hans-Jörg Uther, The Types of International Folktales, 2004, 2011. Part III : Appendices  (ISBN 978-951-41-1067-2), p. 87.

### Romans
- Héloïse Guay de Bellissen, Dans le ventre du loup (roman), Flammarion, 2018 ; Bibliographie.